# Fredericton Express
Fredericton Express byl profesionální kanadský klub ledního hokeje, který sídlil ve Frederictonu v provincii Nový Brunšvik. V letech 1981–1988 působil v profesionální soutěži American Hockey League. Express ve své poslední sezóně v AHL skončily ve finále play-off. Své domácí zápasy odehrával v hale Aitken University Centre s kapacitou 3 278 diváků. Klubové barvy byly světle modrá a červená.
Zanikl v roce 1988 přestěhováním do Halifaxu, kde byl založen tým Halifax Citadels. Klub byl během své existence farmami celků NHL. Jmenovitě se jedná o Vancouver Canucks a Quebec Nordiques.

## Úspěchy
- Vítěz divize – 2× (1982/83, 1983/84)

## Umístění v jednotlivých sezonách
Stručný přehled
Zdroj: 
- 1981–1988: American Hockey League (Severní divize)

Jednotlivé ročníky
Zdroj: 
Legenda: Z - zápasy, V - výhry, VP - výhry v prodloužení, R - remízy, P - porážky, PP - porážky v prodloužení, VG - vstřelené góly, OG - obdržené góly, +/- - rozdíl skóre, B - body, fialové podbarvení - reorganizace, změna skupiny či soutěže
| USA / Kanada (1981 – 1988) |                      |        |    |    |    |   |    |    |     |     |      |    |        |             |
| Sezóny                     | Liga                 | Úroveň | Z  | V  | VP | R | PP | P  | VG  | OG  | +/-  | B  | Pozice | Play-off    |
| 1981/82                    | AHL (Severní divize) | 2      | 80 | 20 | –  | 5 | –  | 55 | 275 | 408 | -133 | 45 | 5.     | –           |
| 1982/83                    | AHL (Severní divize) | 2      | 80 | 45 | –  | 8 | –  | 27 | 348 | 284 | +64  | 98 | 1.     | Semifinále  |
| 1983/84                    | AHL (Severní divize) | 2      | 80 | 45 | –  | 5 | –  | 30 | 340 | 262 | +78  | 95 | 1.     | Čtvrtfinále |
| 1984/85                    | AHL (Severní divize) | 2      | 80 | 36 | –  | 8 | –  | 36 | 279 | 301 | -22  | 80 | 2.     | Čtvrtfinále |
| 1985/86                    | AHL (Severní divize) | 2      | 80 | 35 | –  | 8 | –  | 37 | 319 | 311 | +8   | 78 | 4.     | Čtvrtfinále |
| 1986/87                    | AHL (Severní divize) | 2      | 80 | 32 | –  | 5 | –  | 43 | 292 | 357 | -65  | 69 | 6.     | –           |
| 1987/88                    | AHL (Severní divize) | 2      | 80 | 42 | –  | 8 | 3  | 27 | 370 | 318 | +52  | 95 | 2.     | Finále AHL  |